# Anna Borissovna Nikritina
Anna Borissovna Nikritina (en russe : Анна Борисовна Никритина) née le 5 octobre 1900 à Tchernigov et morte le 10 décembre 1982 à Leningrad était une actrice soviétique de cinéma et de théâtre, actrice du Théâtre de chambre de Moscou puis du Théâtre dramatique du Bolchoï de Leningrad. Elle était la sœur de S. B. Nikritin et l'épouse de A. B. Marienhof.

## Biographie
De 1909 à 1917, Anna Nikitrina étudie au gymnase Solovtsov de Kiev. À partir de 1917, elle joue au théâtre Solovtsov de Kiev. De 1917 à 1919, elle étudie au studio d'art dramatique dans la même ville. De 1919 à 1920, elle travaille comme actrice au théâtre municipal de Poltava. À partir de 1920, elle joue au Théâtre de Chambre de Moscou. Elle vit alors dans la ruelle Bogoslovsky.
En 1922 elle épouse le poète Anatoli Marienhof. Ils ont eu un fils, Kirill (10.07.1923, Odessa - 4.03.1940, Leningrad) qui s'est suicidé.
En 1928, elle s'installe à Leningrad et joue dans le grand théâtre dramatique. En 1930 elle vit à Leningrad au 47-49 de la rue Marat.
De 1936 à 1937, elle travaille comme actrice du Théâtre central de l'Armée rouge.
Elle est enterrée au cimetière de Bogoslovskoye à Saint-Pétersbourg, à côté de son mari.